# Лавний Василь Володимирович
Василь Володимирович Лавний (нар. 29 липня 1967, с. Нивиці) — український учений, педагог, проректор із наукової роботи Національного лісотехнічного університету України, професор кафедри лісівництва, доктор сільськогосподарських наук.

## Життєпис
Народився 29 липня 1967 року в с. Нивиці Радехівського району Львівської області.
У 1986 році закінчив з відзнакою Кременецький лісотехнікум (нині — Кременецький лісотехнічний коледж), у 1993 році — з відзнакою Львівський лісотехнічний інститут (нині — Національний лісотехнічний університет України), здобувши кваліфікацію «Інженер лісового господарства».
У 2000 році в Українському державному лісотехнічному університеті (нині — Національний лісотехнічний університет України) захистив кандидатську дисертацію на тему «Особливості формування ясеневих насаджень Західного Лісостепу України» за спеціальністю 06.03.03 — лісознавство і лісівництво.
Від 2005 р. — доцент катедри лісівництва Національного лісотехнічного університету України.
17 лютого 2021 відбувся перший тур виборів ректора ДНВЗ «Національний лісотехнічний університет України», в якому, за даними ресурсу «Четверта студія», Василь Лавний набрав 98 (19,9 %) голосів (переможець — Руслан Гречаник — 138, другим став Володимир Холявка — 109). Однак за даними «Еспресо. Захід», переміг Холявка (165), другим став Гречаник (141).
Вільно володіє німецькою мовою, задовільно — англійською.